# Valéry Mézague
Valéry Mézague (ur. 8 grudnia 1983 w Marsylii, zm. 15 listopada 2014 w Tulonie) – kameruński piłkarz grający na pozycji ofensywnego pomocnika. Posiadał także obywatelstwo francuskie.

## Kariera klubowa
Mézague urodził się w Marsylii w rodzinie pochodzącej z Kamerunu. Karierę piłkarską rozpoczął w Montpellier HSC i w 2001 roku zaczął występować w amatorskich rezerwach tego klubu. Latem tamtego roku został włączony do kadry pierwszego zespołu i 9 lutego 2002 zadebiutował w Ligue 1 w zremisowanym 0:0 wyjazdowym meczu z FC Metz. W sezonie 2002/2003 był podstawowym zawodnikiem Montpellier, jednak jesienią uległ wypadkowi samochodowemu, który wykluczył go z gry na większą część sezonu 2003/2004. Wiosną 2004 spadł z Montpellier do Ligue 2.
Jeszcze w październiku 2004 roku Mézague został wypożyczony na rok do angielskiego Portsmouth F.C., prowadzonego przez menedżera Harry’ego Redknappa. W Premiership po raz pierwszy wystąpił 30 października w wygranym 2:0 domowym meczu z Manchesterem United, gdy w 46. minucie zmienił Patrika Bergera. W całym sezonie był rezerwowym i zaliczył tylko 11 spotkań w rozgrywkach Premier League.
W 2005 roku Mézague wrócił do Francji, do Montpellier i grał tam przez pół roku. Na początku 2006 roku odszedł do FC Sochaux-Montbéliard. W jego barwach swój pierwszy mecz rozegrał 14 stycznia przeciwko Lille OSC (0:3). W 2007 roku wywalczył z Sochaux Puchar Francji, jednak nie wystąpił w wygranym po rzutach karnych finale z Olympique Marsylia. W sezonie 2007/2008 był wypożyczony do Le Havre AC, któremu pomógł w awansie z Ligue 2 do Ligue 1.
W 2009 roku przeszedł do drugoligowego LB Châteauroux, w którego barwach zadebiutował 13 lutego 2009 w przegranym przez jego zespół 0-1 pojedynku z RC Strasbourg. W tym samym roku ponownie zmienił klub i trafił do innego drugoligowca, Vannes OC.
Zmarł 15 listopada 2014 r. w wieku 30 lat.
| Sezon   | Klub                     | Kraj    | Rozgrywki          | Mecze | Bramki |
| ------- | ------------------------ | ------- | ------------------ | ----- | ------ |
| 2000/01 | Montpellier HSC B        | Francja | CFA                | 2     | 1      |
| 2001/02 | Montpellier HSC B        | Francja | CFA                | 22    | 3      |
| 2001/02 | Montpellier HSC          | Francja | Ligue 1            | 5     | 0      |
| 2002/03 | Montpellier HSC          | Francja | Ligue 1            | 27    | 6      |
| 2003/04 | Montpellier HSC          | Francja | Ligue 1            | 12    | 1      |
| 2004/05 | Montpellier HSC          | Francja | Ligue 2            | 4     | 0      |
| 2004/05 | Portsmouth F.C.          | Anglia  | Premiership        | 11    | 0      |
| 2005/06 | Montpellier HSC          | Francja | Ligue 2            | 9     | 3      |
| 2005/06 | FC Sochaux-Montbéliard   | Francja | Ligue 1            | 16    | 0      |
| 2006/07 | FC Sochaux-Montbéliard   | Francja | Ligue 1            | 9     | 0      |
| 2006/07 | FC Sochaux-Montbéliard B | Francja | CFA                | 13    | 2      |
| 2007/08 | Le Havre AC              | Francja | Ligue 2            | 28    | 4      |
| 2008/09 | FC Sochaux-Montbéliard   | Francja | Ligue 1            | 9     | 0      |
| 2008/09 | LB Châteauroux           | Francja | Ligue 2            | 16    | 2      |
| 2009/10 | Vannes OC                | Francja | Ligue 2            | 32    | 4      |
| 2010/11 | Vannes OC                | Francja | Ligue 2            | 14    | 1      |
| 2011/12 | Panetolikos GFS          | Grecja  | Superleague Ellada | 3     | 0      |
| 2012/13 | Bury F.C.                | Anglia  | League One         | 7     | 0      |
| 2014/15 | Sporting Toulon Var      | Francja | CFA 2              | 3     | 0      |

## Kariera reprezentacyjna
W reprezentacji Kamerunu Mézague zadebiutował w 2003 roku. Wtedy też został powołany przez selekcjonera Winfrieda Schäfera do kadry na Puchar Konfederacji 2003, na którym Kamerun zajął 2. miejsce. W 2004 roku wystąpił w Pucharze Narodów Afryki 2004 docierając z „Nieposkromionymi Lwami” do ćwierćfinału.